# 미국실새삼
미국실새삼은 가지목 메꽃과의 식물이다.
그것은 북아메리카가 원산지이다.

## 특징
미국실새삼의 길이는 50cm이다. 8월-10월에 흰색 꽃이 핀다.